# Итаиба
Итаиба (порт. Itaíba)  —  муниципалитет в Бразилии, входит в штат Пернамбуку. Составная часть мезорегиона Сельскохозяйственный район штата Пернамбуку. Входит в экономико-статистический  микрорегион Вали-ду-Ипанема.